# Остроградский, Борис Андреевич
Борис Андреевич Остроградский (1879—1950) — русский военный деятель, полковник РИА, генерал-майор Белой армии.

## Биография
Родился 16 сентября 1879 года в дворянской православной семье Черниговской губернии.
Окончил Николаевский кадетский корпус и Елисаветградское кавалерийское училище (в 1900 году). В 1900—1904 годах служил в 4-м лейб-драгунском Псковском полку. Участник Русско-японской войны в составе 1-го Верхнеудинского казачьего полка Забайкальского казачьего войска. С 1906 года — снова во 2-м лейб-драгунском Псковском полку (переименован из 4-го). На 1 января 1909 года имел чин штабс-ротмистра, ротмистр с 1911 года. В 1912 году окончил Офицерскую кавалерийскую школу.
Участник Первой мировой войны. Подполковник с 1914 года, полковник с 1915 года. Осенью 1916 года Остроградский участвовал в подавлении восстания казахов в Тургайской области. С 5 июля 1917 года был командиром 4-й бригады кавалерийского запаса. После Октябрьской революции вышел в отставку, жил в Сызрани.
Участник Гражданской войны в России в составе Белой армии. В июле 1918 года был вызван В. О. Каппелем в Самару и назначен инспектором кавалерии Народной армии. По март 1919 года Борис Остроградский занимался в Омске пополнением белой армии. С марта этого же года стал командиром 1-й бригады 2-й Уфимской кавалерийской дивизии в составе 3-го Уральского корпуса горных стрелков в Западной армии войск А. В. Колчака. Сражался под Уфой, Бирском, Златоустом и Челябинском. Чина генерал-майора был удостоен в сентябре 1919 года. Участник Сибирского Ледяного похода. В марте 1920 года он был назначен генералом для особых поручений при штабе Дальневосточной армии, занимался инспектированием кавалерийских частей. Через год, в марте 1921 года, вместе с 3-м корпусом генерала В. М. Молчанова прибыл во Владивосток. С сентября 1921 года был назначен внештатным генералом для поручений при командующем войсками Временного Приамурского правительства. Здесь в этом же году стал вице-председателем монархической организации «Вера, царь и народ» и вице-председателем «Общества кадровых офицеров».
В конце октября 1922 года Б. А. Остроградский эвакуировался в Гензан (Корея), оттуда уехал в Мукден (Китай), где работал преподавателем русского языка. Занимался общественной деятельностью — был вице-председателем (1925—1930 годы) и председателем (с 1930 года) Мукденского филиала Русского общевоинского союза. После оккупации Маньчжурии японцами отошел от дел Союза, продолжая жить в Мукдене.
После окончания Второй мировой войны, в 1947 году, вернулся в СССР. На жительство в Молотовскую область был направлен из порта Находка, куда прибыла 4 ноября 1947 года вторая партия репатриантов из Китая. Поселился с женой и семьёй дочери в городе Березники; работал ночным сторожем треста «Севуралтяжстрой». 22 декабря 1948 года был арестован и 22 марта 1949 года по обвинению в шпионаже был осужден на 25 лет исправительно-трудовых лагерей. Умер в Особом лагере МВД СССР № 7 близ станции Тайшет Иркутской области 23 октября 1950 года. Реабилитирован посмертно в 1992 году прокуратурой Пермской области.
Был награждён Золотым оружием (03.12.1909), имел Высочайшее благоволение (24.10.1915).
В архивах Хабаровского края имеются документы, относящиеся к Б. А. Остроградскому.

### Семья
Был женат на Вере Григорьевне Остроградской-Левицкой. У них была дочь Елена, вышедшая в эмиграции замуж за Калачева Александра Валерьевича, бывшего офицера Белой армии. У Елены в 1937 году родилась в Тяньцзине дочь Нина.